# Maison en paille
 (janvier 2012).
 (janvier 2012).
Si vous disposez d'ouvrages ou d'articles de référence ou si vous connaissez des sites web de qualité traitant du thème abordé ici, merci de compléter l'article en donnant les références utiles à sa vérifiabilité et en les liant à la section « Notes et références ».
Une maison en paille est une maison   dont certaines parties sont construites en paille. La paille peut être protégée par un enduit appliqué de terre, de chaux ou de plâtre, par un enduit coulé, de plaques de plâtre ou de gypse ou encore de bois en panneaux ou en lames. La paille est un coproduit agricole de la production de céréales. Elle est généralement utilisée pour la construction sous la forme de bottes parallélépipédiques.

## Histoire

### Les pionniers
La construction en paille a commencé il y a un siècle au Nebraska, aux États-Unis d'Amérique, quelques années après l'invention de la botteleuse agricole. Dans cette région, il y a peu de bois, la terre y est sableuse, ce qui rend la construction traditionnelle de maçonnerie difficile. Les paysans-constructeurs ont donc utilisé des blocs de paille comme matériau de construction.

### Le développement

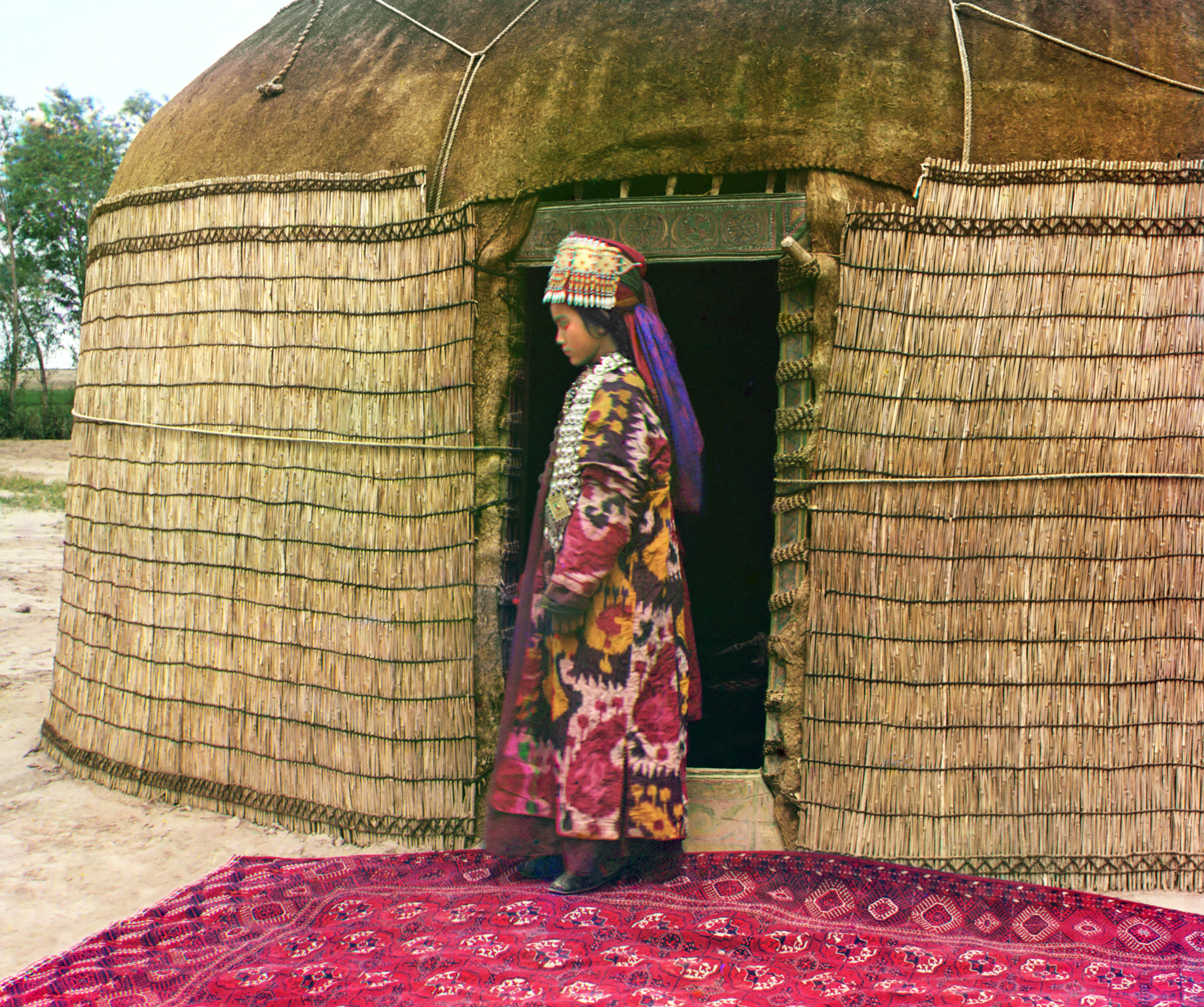
Yourte turkmène utilisant une isolation extérieure en paille en 1911

Depuis la fin du XIXe siècle, la construction en paille s'est développée. Des maisons, des écoles et même une église ont ainsi été édifiées. Beaucoup sont encore occupées et toujours en excellent état. Comme bon nombre de techniques traditionnelles, elle a été progressivement supplantée par la construction conventionnelle industrielle.
Le renouveau de la construction en paille a débuté dans les années 1980 en Amérique du Nord et s'est rapidement propagé dans le monde et en particulier en France où l'on construit annuellement autant de bâtiments en paille que dans tout le reste de l'Europe[réf. souhaitée]. 
Ceci est notamment le résultat du travail réalisé par le Réseau Français de la Construction en Paille qui regroupait la majorité des acteurs de cette filière.
En 2012, les règles professionnelles de construction en paille (règles CP 2012) ont été approuvées par la C2P (Commission Prévention Produit) au sein de l'AQC (Agence Qualité Construction). Depuis cette date, la construction en paille selon les règles CP 2012 fait partie des TC (Techniques Courantes) de construction et est admissible aux barèmes standards d'assurance (décennale notamment).
Les professionnels peuvent se former aux règles CP 2012 selon le référentiel Pro-Paille mis en place par le RFCP.
Le domaine d'application des règles CP2012 couvre tout type de bâtiments (logements individuels ou collectifs, locaux tertiaires, industriels ou agricoles, établissement d’enseignement, ERP - Établissement Recevant du Public…).
Des essais normatifs ont été réalisés par le RFCP et ses partenaires (français ou européens) sur le matériau paille dans des domaines divers (acoustique, résistance au feu, thermique, vapeur d'eau…). Leurs résultats peuvent être obtenus auprès du RFCP et sont disponibles, en ce qui concerne le domaine thermique, dans les annexes de la réglementation RT 2012.

## Principales caractéristiques

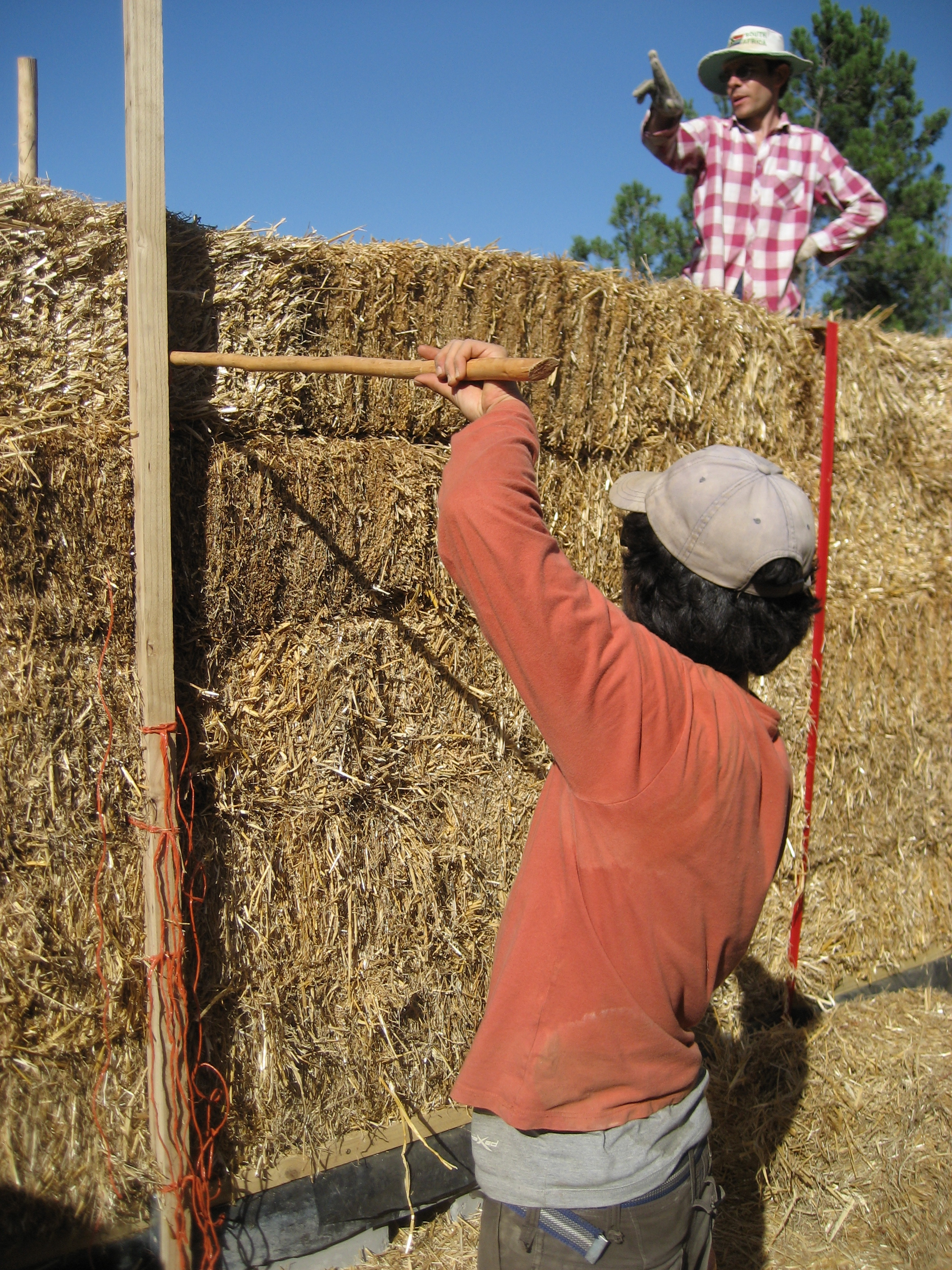
Construction d'une maison en paille.

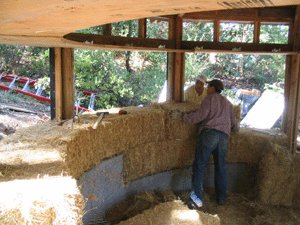
Construction d'un mur incurvé en ballots de paille.

Contrairement à l'image colportée par le conte « Les Trois petits cochons », ce mode de construction est parfaitement durable : la paille compressée a une meilleure résistance au feu que le bois. C'est par ailleurs un excellent isolant thermique, mais qui comme tout matériau végétal doit être protégé de l'eau liquide ou des excès de vapeur d'eau. Les prescriptions de conception et de mise en œuvre d'une isolation en paille et d'application d'enduits sur celle-ci sont décrites dans les règles CP 2012.

### Caractéristiques thermiques
La paille a une conductivité thermique qui est de 0,052 watt par mètre-kelvin perpendiculairement aux fibres et de 0,080 watt par mètre-kelvin parallèlement aux fibres. Ce qui en fait un bon isolant thermique. La résistance thermique totale d'une paroi isolée en paille est 2 à 3 fois supérieure aux valeurs obtenues par les compositions de parois usuelles utilisées

## Procédé de construction
Il existe plusieurs principes différents de construction de bâtiments en paille : paille porteuse, remplissage isolant ou isolation par l'extérieur de maisons à ossature bois. 

Démonstration du matériau par des fenêtres dans le parement intérieur
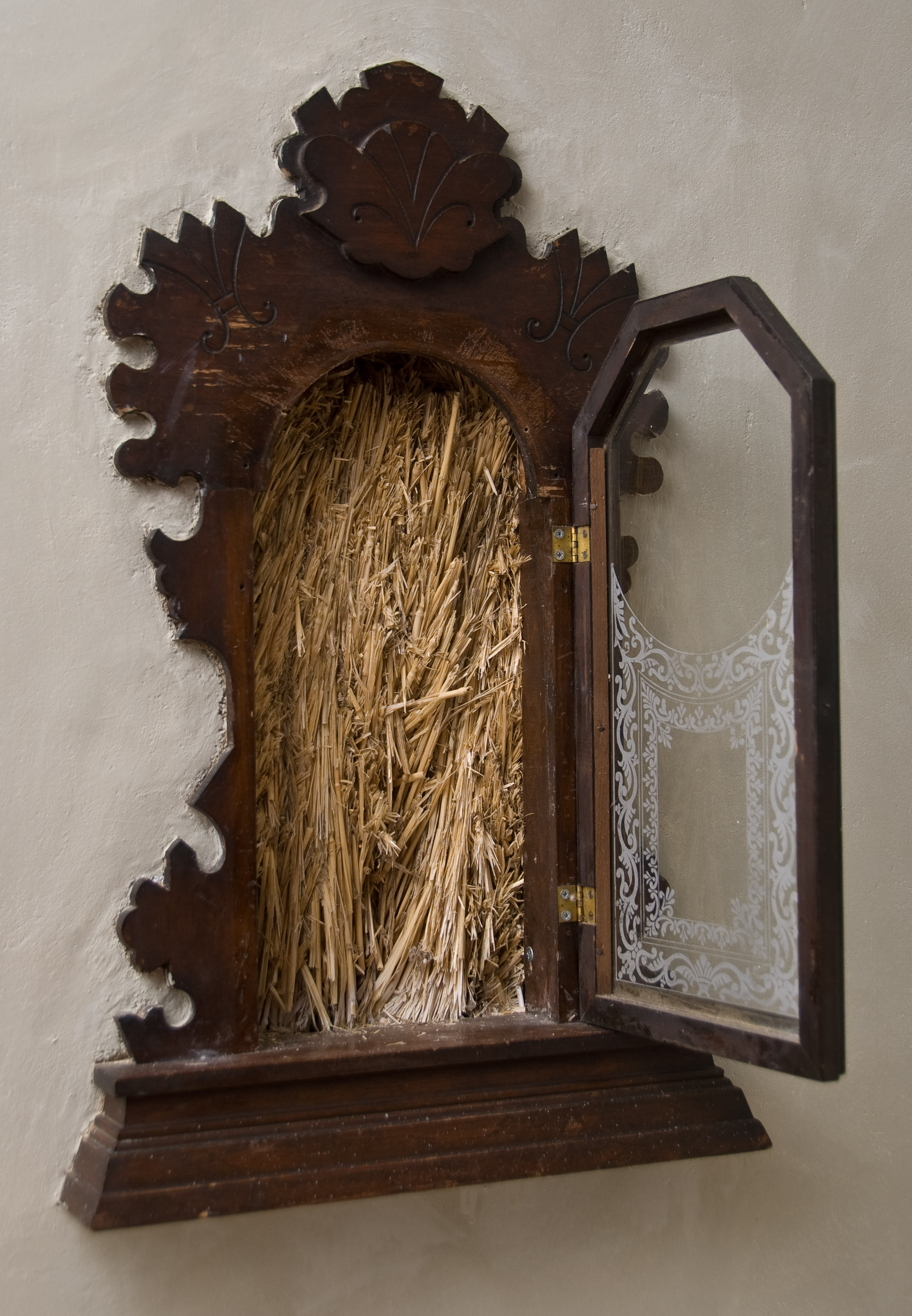
Fenêtre ouvrante
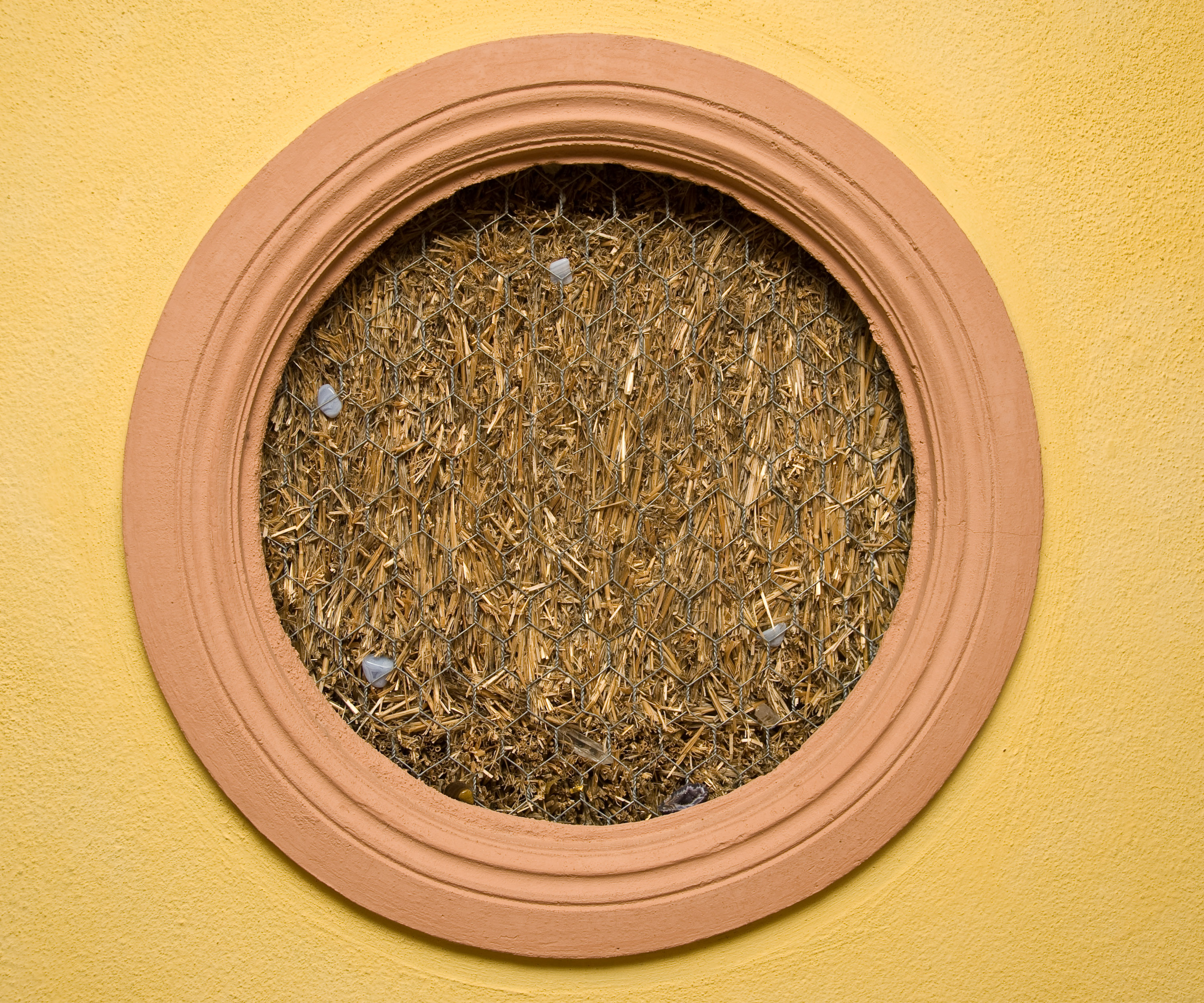
Fenêtre fixe

### Paille élément structurel

#### Paille porteuse

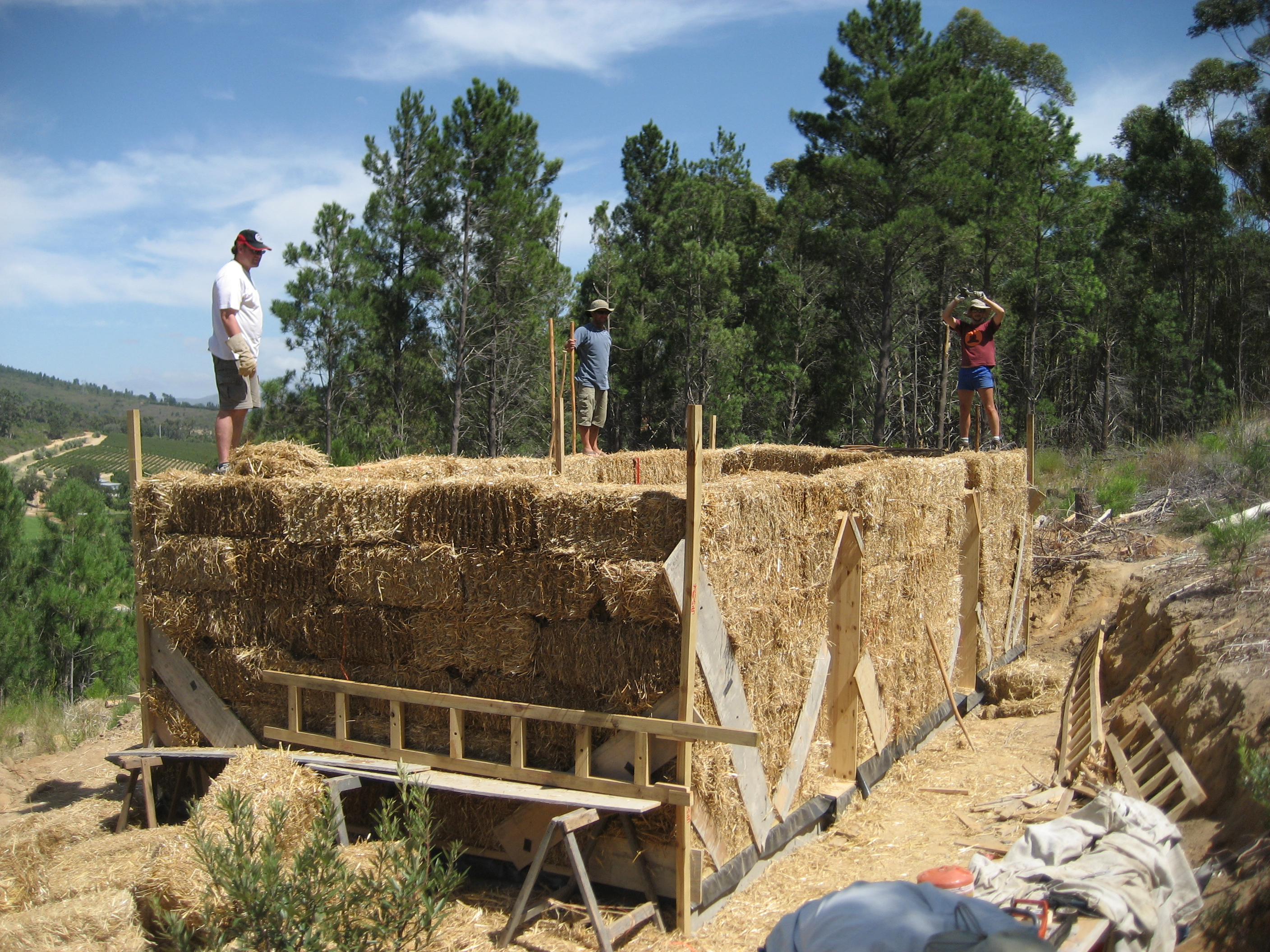
Construction d'une maison : murs porteurs en paille.

La première technique employée dite « nebraska » consiste à poser les bottes en quinconce (comme des briques). Elles supportent la charpente et la couverture sans ossature complémentaire. Originellement, de petites bottes (47x37 cm) étaient utilisées, aujourd'hui selon les cas on utilise de petits ou de gros ballots (80x120).
Cette technique offrant une structure à un ouvrage n'est pas considérée comme technique courante en France. S'il y a quelques exemples de bâtiments à un étage, la construction en paille porteuse est le plus souvent utilisée pour la construction de petits bâtiment économiques de plain-pied et en autoconstruction.
En octobre 2011 les travaux du Maya Guesthouse, premier hôtel construit en bottes de paille, ont commencé à Nax Mont-Noble, dans les Alpes suisses. Il s'agit d'une construction avec murs porteurs Des logements sociaux sur deux niveaux ont été construits à Waddington (Royaume-Uni) avec de petites bottes de paille. L'écocentre de Riscle, dans le Gers (France), est le premier Établissement Recevant du Public construit sur deux niveaux en paille porteuse.

#### Collaboration paille/structure/enduit
La technique du GREB (Groupe de Recherches Écologiques de la Baie)  utilise une double ossature en bois de section 40 x 100. Des bottes de paille sont insérées entre une partie extérieure de l'ossature (sur laquelle seront fixés des panneaux de contreventement) et une partie intérieure (sur laquelle seront fixés les murs intérieur). Les sections de bois utilisées réduisent la quantité de bois utilisée pour l'ossature tout en facilitant la manutention et la gestion des approvisionnements du fait de la section de bois unique (10x4cm) pour l'ensemble de l'ossature. L'enduit, constitué d'un mortier allégé à la sciure de bois, est coulé de chaque côté de la paroi chaque fois qu'un rang de paille a été posé, protégeant ainsi la paille immédiatement et de manière définitive.
Ce système constructif est monolithique et structurel. Sa simplicité de mise en œuvre permet la construction de bâtiment à 1 ou 2 étages sans contraintes techniques spécifiques.

### Remplissage isolant
La paille est utilisée en remplissage isolant dans des structures bois :
- traditionnelles (de type poteaux-poutres, assemblage en tenon-mortaise)
- dans des parois de type ossature bois simple ou double (assemblages vissés)
- dans des caissons préfabriqués

#### Remplissage de structures
Les bottes sont introduites entre les pièces principales de la charpente. Selon les cas, elles sont maintenues par la compression des éléments structurels ou par une ossature secondaire de complément, comme dans le bâtiment de bureaux de La Tour-de-Salvagny, dans le Rhône (France), a été initialement construit pour l'association de maraîchage « Les jardins de Cocagne ». Il est constitué d'une charpente poteau-poutre avec une isolation en paille maintenue en place par des ossatures. Il est aujourd'hui[Quand ?] occupé par des associations actives dans le domaine environnemental (Oikos, Arthropologia…).

#### Remplissage d'ossatures
En fonction des ossatures construites, les bottes sont introduites de différentes manières :
elles peuvent être mises en place légèrement en force entre des montants verticaux d'ossature et maintenues par des liteaux horizontaux. Selon les cas les montants sont positionnés au centre, du côté intérieur ou extérieur des parois? L'Éco-hameau à Saint-Laurent-en-Beaumont, en Isère (France) est construit de cette manière. Les bottes peuvent aussi être positionnées sans contraintes dans un couloir formé par une double ossature (type GREB) et sont maintenues par des tirants métalliques, comme au bâtiment agricole de l'AMAP de La Riche, en Indre-et-Loire (France).

#### Remplissage de caissons
Les bottes de paille sont rangées dans des caissons qui peuvent ou non être préfabriqués en atelier. Ils peuvent être accrochés à une structure ou supporter l’ensemble des charges. Par exemple, le bâtiment tertiaire à énergie positive de la société Ecocert compte quatre niveaux ; il est constitué d'une structure en bois contreventée par un noyau en béton. Les planchers sont en bois massif contre-cloué, et les murs rideaux périphériques sont des caissons isolés en paille .
La salle polyvalente de Mazan est constitué d'une série de portiques en bois local du Mont Ventoux. L'intégralité de l'enveloppe du bâtiment est constituée de caissons isolés en paille dont la peau extérieur est enduite au plâtre gros.
Le groupe scolaire Louise Michel d'Issy-les-Moulineaux, dans les Hauts-de-Seine (France) d'une surface totale de 5 241 m2 est le plus grand bâtiment isolé en paille construit dans le monde[réf. nécessaire]. Il est constitué d'une charpente en bois lamellé-collé isolée par des caissons remplis de paille,.

### Isolation de maçonnerie
La paille peut être utilisée pour isoler des parois maçonnées. Dans ce cas, elle est généralement à la fois collée aux murs (à la terre ou à la chaux) et maintenue par une ossature de complément.
Exemple :
La nouvelle école Montessori à Avignon (France) a été construite à partir d'un hangar industriel. Sa structure en métal avec remplissage en parpaings a été isolée par l'extérieur avec des bottes de paille.

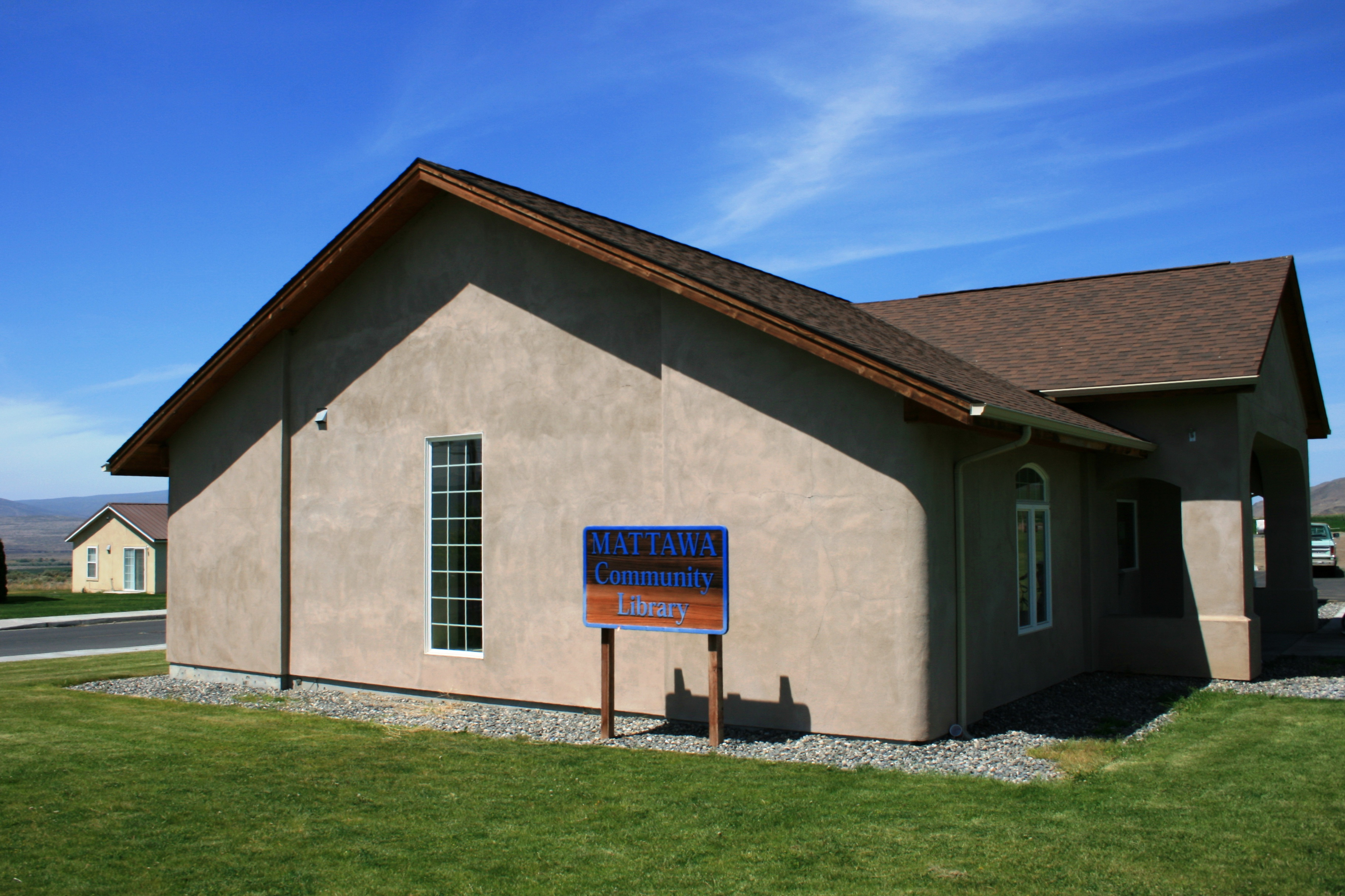
Une bibliothèque construite en paille, dans l'État de Washington
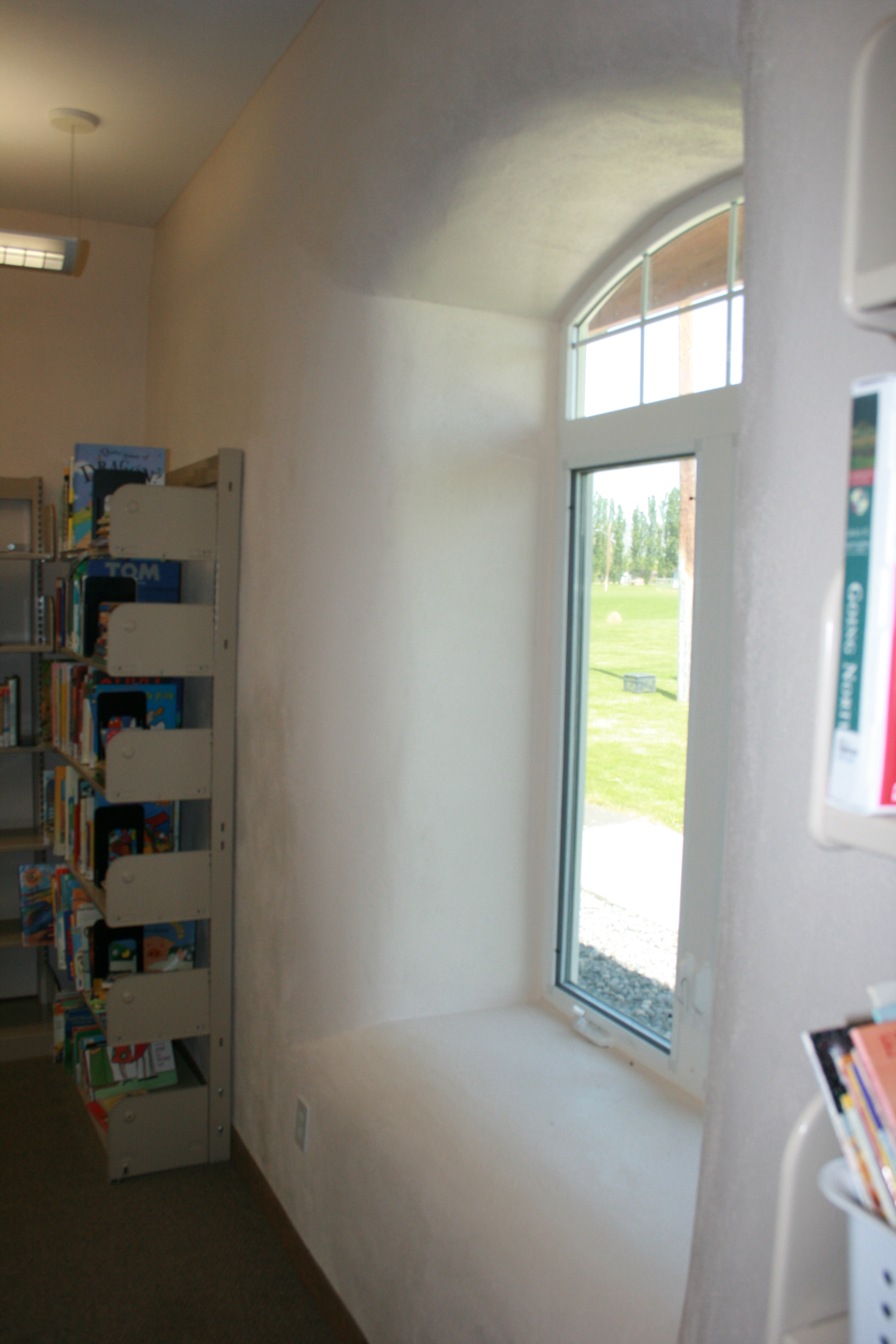
L'intérieur de la bibliothèque en paille
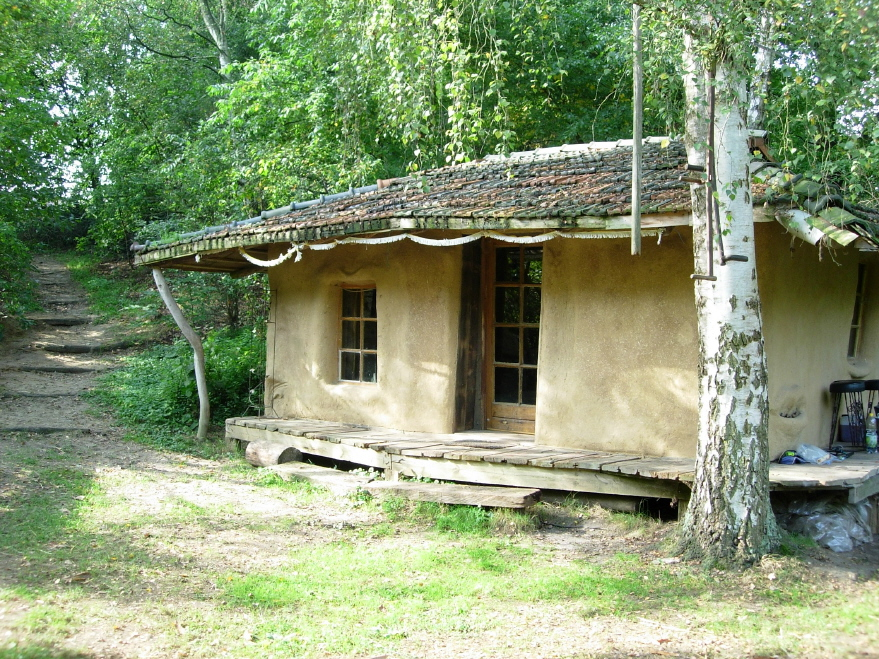
Une petite maison construite en paille
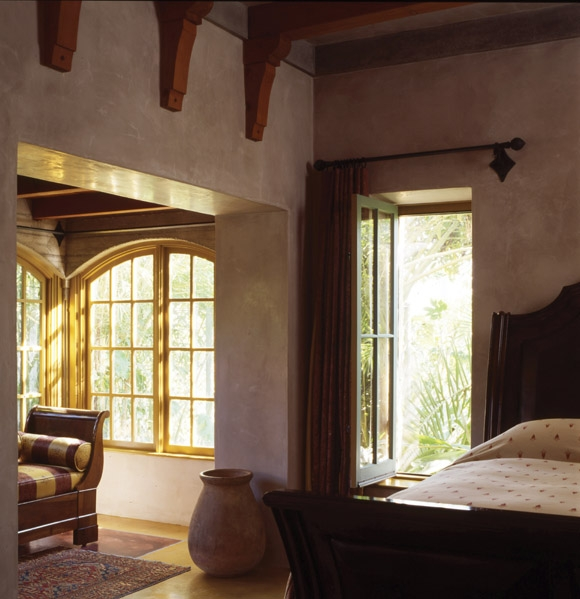
L'intérieur d'une belle maison en paille

## Développement, recherche
Des guides et retours d'expériences existent.
« Dans les années 1920. le Ministère de l'Agriculture du Dakota du Nord aux États-Unis a édité des manuels de construction en ballots de paille destinés à la construction de bâtiments agricoles. Cette initiative a permis de diffuser la technique vers plusieurs états des États-Unis. Dans les années 1950 un manuel sur la construction en ballots de paille a été édité au Danemark. »
En 1973, un livre par Roger Welsch's fut publié sous le nom Shelter. On y trouve un croquis et une brève explication de la construction en paille au Nebraska. Dans les années 1980 certains pionniers dans le sud-ouest des États-Unis et au Canada recommençaient à construire en ballots de paille et en peu de temps les Québécois ont transmis cette technique de l'autre côté de l'Océan Atlantique, aux Français.

## En France
L’ingénieur Émile Feuillette a réalisé une maison en ballots de paille à Montargis (Loiret) en 1920. Il proposait cette technique comme moyen de reconstruire le pays après la guerre. Cette maison Feuillette de 110 m2 est toujours en très bon état et habitée. Elle a été rachetée par le CNCP grâce à un financement participatif. Sur ce site, le futur Centre national de la construction en paille devrait regrouper trois édifices isolés en paille : la maison existante, de nouveaux bureaux à énergie positive et des logements participatifs passifs.
Au début et milieu du XXe siècle le Solomite (panneaux préfabriqués de paille armée de fils de fer, compressée entre deux couches de plâtre, staff ou ciment) a aussi été utilisée dans des églises, théâtres, chalets et autres bâtiments. 
la longueur des pailles change, car les sélectionneurs de céréales ont sélectionné depuis un siècle des plantes aux pailles de plus en plus courtes afin qu'elles ne "versent" moins sous l'effet du vent ou de fortes pluies. De plus l'agrochimie promeut et vend aussi (dans le même objectif) des raccourcisseurs de pailles. Les ballots rectangulaires sont peu à peu remplacés par de grandes balles rondes. 
Vers 2015 environ 4.600 t de pailles agricoles sont estimées valorisées dans la construction en France ; mais l'engouement pour ce matériau croît car il est maintenant évalué, certifié et reconnu, ayant fait l'objet de nouvelles règles professionnelles en 2012 et à la suite de la constitution d’un Collect'if Paille" (+5 à +10 % par an sans être touché par la crise de 2008 et ses suites).

Dans le cadre de la bioéconomie (re)naissante et de la stratégie nationale de mobilisation de la biomasse la question de la hiérarchie des usages se pose :  vaut-il mieux valoriser la paille à la ferme (nourriture, litières, fumier), la laisser sur le sol (comme source de carbone, de bon microbes et de protection contre l’érosion), l’utiliser comme matériau biosourcé en construction ou la brûler ou la méthaniser pour produire de l'énergie verte ?  En 2018 une étude francilienne de l'Institut d'aménagement et d'urbanisme de la région Île-de-France (IAU)  porte sur l’usage biomasse énergie (agro-combustible ou comme ingrédient dans un méthaniseur) versus construction paille (la notion de paille incluant ici des coproduits végétaux dont paille de lin et de chanvre. Parmi les freins persistant en France figurent encore quelques idées reçues (non-résistance au feu, matériau peu disponible en contexte urbain…) et le manque d'artisans formés à cette technique. Le label "Bâtiment biosourcé" et une prescription croissante de construction paille dans la Commande publique pourraient encourager la filière.

## En Suisse
Des maisons en paille ont vu le jour en Suisse, depuis les années 2000. Une trentaine en Suisse alémanique et une dizaine en Suisse romande, notamment dans la commune de Lausanne, (l'un des bâtiments du service des parcs et domaines), mais aussi à Morrens, Préz-vers-Siviriez, Vers-chez-les-Blanc, Les Cullayes, Corbières, Ecoteaux, Mollens, Saint-Ursanne, Vauderens, dans la commune d'Ursy, La Moisson D'un Rêve à Hauterive (NE).
Un hôtel a été ouvert en 2012 dans le village de Nax, commune de Mont-Noble, l'hôtel Maya Boutique. Son propriétaire affirme qu'il est le premier au monde.

## En Europe
Dans chaque pays, des structures construisent et militent pour la construction en paille. Elles échangent entre elles régulièrement à l'occasion de projets communs dans le domaine de la recherche ou de la formation. Des rencontres Européennes sont organisées tous les 2 ans.

## Monde
La construction en paille est réalisée partout au monde : États-Unis (environ 2 000 maisons en paille), Canada, Mexique, Uruguay, Islande, Royaume-Uni, Irlande, Suède, Norvège, Danemark, Pays-Bas, Belgique, Allemagne, Autriche, Suisse, Roumanie, Tchécoslovaquie, Grèce, Turquie, Mongolie, Chine, Japon, Australie…
Des rencontres mondiales de la construction en paille sont organisées tous les 2 ans (en alternance avec les rencontres Européennes)